# Scherzi d'amore
Scherzi d'amore (Revenge of the Middle-Aged Woman) è un film TV del 2004 diretto da Sheldon Larry.

## Trama
La storia narra della vita della giornalista Rose Lloyd, una cinquantenne che attraversa la più intensa delle crisi di mezz'età. Il marito di Rose difatti decide di lasciarla e vivere alla luce del sole la sua relazione con la giovane e avvenente assistente di Rose, Mindy. Rose sarà poi sollevata dal suo incarico, e sostituita proprio da Mindy. Cercando di reagire agli eventi Rose ritrova un suo ex fidanzato che la porterà a riscoprire i vecchi tempi e riprendere in mano la sua vita.